# Maria Koźniewska
Maria Koźniewska (ur. 25 sierpnia 1875 w Warszawie, zm. 26 lipca 1968 tamże) – polska malarka.

## Życiorys i działalność artystyczna

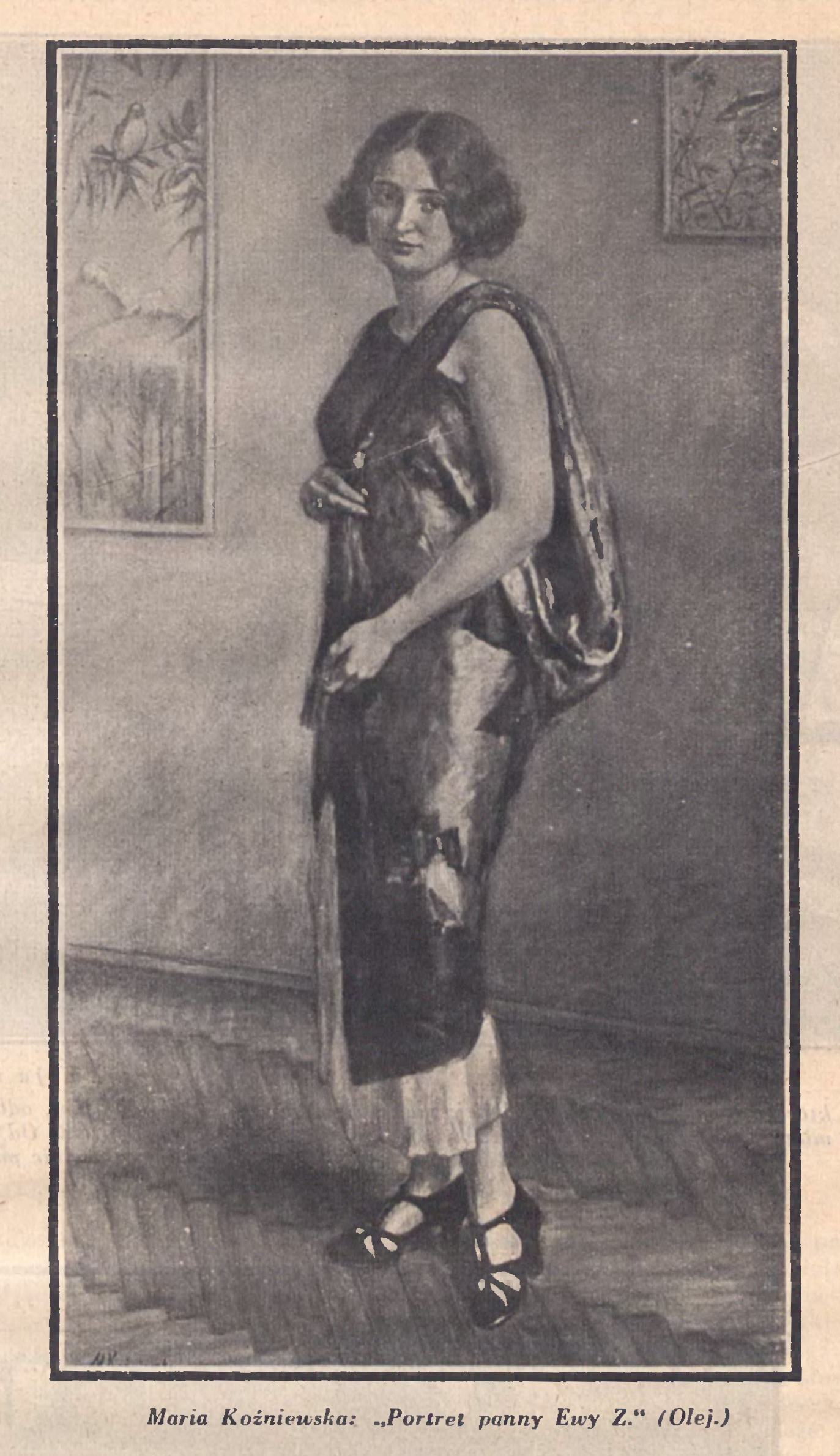
Maria Koźniewska, Portret panny Ewy Z., przed 1938

W 1884 roku rozpoczęła edukację artystyczną u warszawskiego rysownika, malarza i pedagoga Ludomira Dymitrowicza. Następnie, w latach 1893–1902, pobierała nauki u Józefa Pankiewicza. W 1902 roku wyjechała na studia do Paryża, gdzie kształciła się w Académie Colarossi oraz Académie Vitti. 
Podczas pobytu w Paryżu zaprzyjaźniła się z Olgą Boznańską, która w 1903 roku sportretowała malarkę (obraz znajduje się obecnie w kolekcji Muzeum Narodowego w Warszawie).    
W 1905 roku zorganizowano wystawę indywidualną Koźniewskiej w Royal Academy of Arts w Londynie, a artystka wyjechała do Anglii, gdzie wykonała na zamówienie kilka portretów.     
W tym czasie zaczęła również regularnie wystawiać prace na wystawach indywidualnych i zbiorowych, m.in. w warszawskim Towarzystwie Zachęty Sztuk Pięknych. W 1908 roku czasopismo „Świat” tak przedstawiało sylwetkę Koźniewskiej:
Ze współczesnego pokolenia kobiet-malarek jedna z najlepszych, najbardziej zaawansowanych, najbardziej drogi swej świadomych. Wycisnął na niej piętno Paryż i jego kultura artystyczna. […] Portrety p. Koźniewskiej mają wiele zalet wybitnych malarskich: poza swobodą i naturalnością układu, obowiązującymi dziś warunkami realistycznego malowania – świadomość pełna celów i środków malarskich.
Malarka w 1911 roku wróciła z Paryża do Warszawy, gdzie osiadła już na stałe. W 1912 roku wyszła za mąż za pisarza Wacława Kalinowskiego. Poza pracą artystyczną zajmowała się edukacją, ucząc rysunku w warszawskich szkołach średnich.
Poza portretami Koźniewska malowała także kwiaty, sceny rodzajowe czy pejzaże. Gdy w 1938 roku prace artystki pokazywane były w poznańskim Towarzystwie Zachęty Sztuk Pięknych na wspólnej wystawie z Wlastimilem Hofmanem, tygodnik „Ilustracja Polska” pisał:
Kilkadziesiąt prac składa się na bardzo interesującą wystawę zbiorową Marii Koźniewskiej z Warszawy. Jest to talent dużej miary i o wielkiej rozpiętości, o czym świadczą zwłaszcza subtelnie malowane kwiaty i świetne, niezwykle wyraziste i pełne rozmachu portrety.
Podczas II wojny światowej Koźniewska zarabiała portretowaniem. W czasie powstania warszawskiego spłonęło ponad 50 obrazów artystki. Po wojnie malarka kontynuowała działalność artystyczną, uczestnicząc np. w Pierwszej Ogólnopolskiej Wystawie Plastyki w 1950 roku. 
Obrazy Koźniewskiej znajdują się m.in. w kolekcjach Muzeum Narodowego w Warszawie oraz Muzeum Narodowego w Krakowie. 

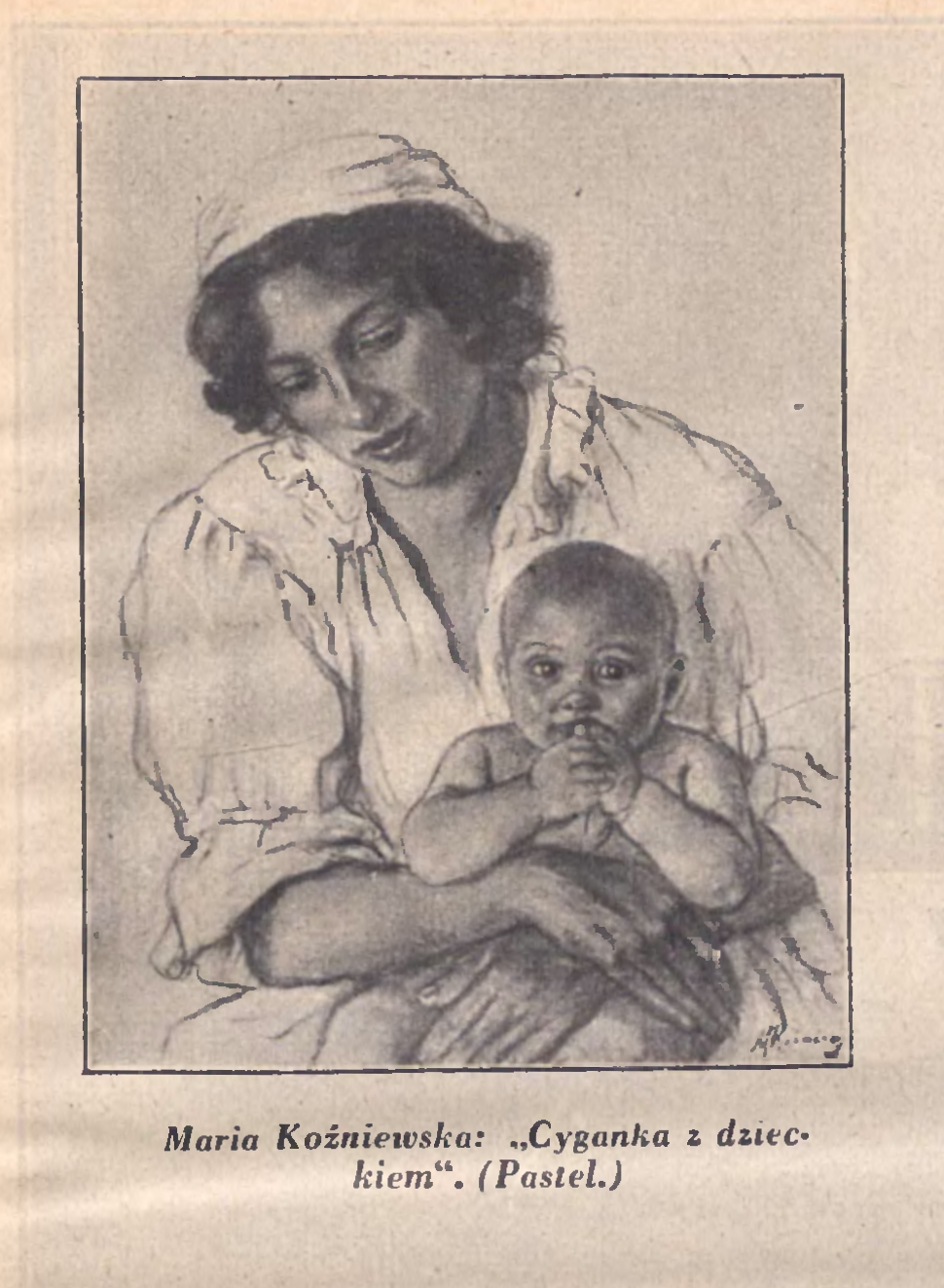
Maria Koźniewska, Cyganka z dzieckiem, przed 1938